# 返步桥水库
返步桥水库是中国江西省吉安市永丰县境内的一座水库，位于乌江支流上，建于1983年。水库正常库容为1660万立方米，平均水深为25.40米，集雨面积为114平方千米，海拔为342米。